# Lala Mehmed Pascià
Lala Mehmed Pascià (Gölmarmara, ... – Istanbul, 28 novembre 1595) che servì come gran visir dell'Impero ottomano durante il regno di Mehmed III.

Complesso religioso di Halime Hatun a Gölmarmara costruito dal sultano Mehmed III durante il suo mandato a Manisa (1583-1595) in nome della sua balia e futura suocera del gran visir Tekeli Lala Mehmed Pasha Halime Hatun.

Nato a Gölmarmara nell'Anatolia occidentale, divenne lala (tutore) del sultano Murad III e poi di suo figlio Mehmed III, da cui il suo soprannome. Dopo aver sposato la figlia di Mehmed III daye (balia) Halime Hatun, Mehmed Pascià fu nominato gran visir nel 1595, il primo anno del regno di Mehmed III, anche se solo per pochi giorni prima di morire improvvisamente.  La sua discendenza continuò per secoli, arrivando fino a Huseyin Avni Pascià.